# Prima Donna (opera)
Prima Donna je opera kanadsko-amerického skladatele a písničkáře Rufuse Wainwrighta na francouzské libreto, jež napsal sám ve spolupráci s Bernadette Colominovou. Předmětem je „den v životě stárnoucí operní zpěvačky“, která se s úzkostí připravuje na svůj comeback a zamiluje se do novináře; příběh se odehrává v Paříži v 70. letech 20. století. Premiéru měla 10. července 2009 v Palace Theatre v Manchesteru v rámci Manchester International Festival.

## Vznik a premiéra
V rámci pokusu přivést k opeře mladší obecenstvo vyhlásili na počátku roku 2006 generální manažer Metropolitní opery Peter Gelb a umělecký ředitel Lincoln Center Theater André Bishop projekt, ve kterém zadali deseti současným umělcům zakázku na kompozici nové opery. Jedním z nich byl Rufus Wainwright, který se do úkolu pustil nejintenzivněji. Sám si napsal libreto a v únoru 2008 dokončil klavírní partituru a začal pracovat na orchestraci.
Vzájemné vztahy mezi MET a Wainwrightem však přestaly odpovídat představám: MET trvala na libretu v angličtině, zatímco Wainwright vyhotovil libreto francouzsky, na druhé straně navrhovaný termín uvedení opery, totiž rok 2014, se jevil skladateli příliš vzdálený. Zakázka tedy byla v srpnu 2008 vzájemnou dohodou zrušena. Vzápětí ji převzalo konsorcium festivalů Manchester International Festival (Manchester), Melbourne Festival Melbourne) and Luminato Festival (Toronto ), v říjnu 2008 bylo stanoveno místo a doba uvedení opery (červenec 2009 v Manchesteru silami společnosti Opera North), jakož i tvůrčí tým, a v únoru 2009 byla partitura hotova. 10. července 2009 pak měla Prima Donna premiéru.

### Inscenační historie
Po prvních představeních v Manchesteru (10.–19. července 2009) následovala londýnská představení v Sadler's Wells Theatre (12.–17. dubna 2010); původní inscenace, se kterou by Wainwright nespokojen, byla nahrazena, novým režisérem se stal Tim Albery a dirigentem Robert Houssart. Severoamerická premiéra se konala 13. června 2010 v Elgin Theatre v Torontu v rámci hudebního festivalu Luminato s touž inscenací a stále s Janis Kellyovou v hlavní roli.
Následovala čtyři představení v New Yorku (19.–25. února 2012) hrané společností New York City Opera v budově Brooklyn Academy of Music, režii měl opět Tim Albery, dirigoval Jayce Ogren a hlavní roli tentokrát zpívala Melody Mooreová.
V březnu 2014 začal Wainwright sbírat pomocí crowdfundingu prostředky na pořízení studiové nahrávky opery, k čemuž skutečně došlo v roce 2015, kdy album vydala společnost Deutsche Grammophon.

## Osoby a první obsazení
| Osoba                                    | hlasový obor | světová premiéra (10.7.2009) | newyorská inscenace (19.2.2012) |
| ---------------------------------------- | ------------ | ---------------------------- | ------------------------------- |
| Régine Saint Laurent, operní sopranistka | soprán       | Janis Kelly                  | Melody Moore                    |
| Marie, její služka                       | soprán       | Rebecca Bottone              | Kathryn Guthrie Demos           |
| Philippe, její komorník                  | baryton      | Jonathan Summers             | Randall Turner                  |
| André Letourner, novinář                 | tenor        | William Joyner               | Taylor Stayton                  |
| Dirigent:                                | Dirigent:    | Pierre-André Valade          | Jayce Ogren                     |
| Režie:                                   | Režie:       | Daniel Kramer                | Tim Albery                      |

## Děj opery
Odehrává se v pařížském bytě Réginy Saint Laurentové, nejproslulejší světové operní sopranistky, na Den Bastily (14. července) 1970.

### 1. dějství
Je brzy ráno. Vstupuje služebná Marie a je překvapena, že nachází v pokoji svou paní, kdysi slavnou pěvkyni Régine Saint Laurentovou, vzhůru a neustrojenou. Régine svou služebnou – jež je u ní zaměstnána teprve tři týdny – požádá, aby jí přinesla kávu a pohovořila s ní. Pěvkyně nemohla celou noc spát (árie J'ai rêvé toute la nuit). Vyptává se Marie na její život a ta vypráví o svém manželovi, který je nezaměstnaný a chytil se alkoholu a agresivního chování (monolog J'ai épousé l'homme de ma vie). Régine brzy obrátí hovor na své starosti. Po šesti letech v ústraní se právě chystá obnovit svou kariéru návratem ve své nejslavnější a osudové roli Eleonory Akvitánské. Tato opera byla napsána pro ni a premiéra byla jejím největším triumfem, ale při první repríze ztratila hlas v nejvypjatějším momentu velkého milostného duetu a od té doby nezpívala na veřejnosti. Její comeback byl široce rozhlášen v tisku a je napjatě očekáván (monolog Aliénor, quelle femme merveilleuse). Regine se přesvědčuje, že návrat zvládne, a Marie jí dodává odvahy.
Přichází Réginin komorní Philippe se svým pomocníkem Françoisem. je rozzloben, že Régine není připravena, protože má přijít novinář, aby s ní udělal interview. Marie je šokovánam jak hrubě Philippe mluví s její a svou paní, ale Philippe obě ženy posílá připravit se na návštěvu. Je ve službách Madame už deset let a vypráví Françoisovi o tom, jak byla Régine před ztrátou hlasu královnou Paříže, ale nucené ústraní znamenalo značné snížení jejich životní úrovně včetně rozprodání cenností. Nyní však začínají oba znovu a tentokrát už žádnou chybu neudělají (monolog À l'époque, François, avant la perte de sa voix). Mezitím Philippe připravil místnost a uvádí do ní mladého žurnalistu jménem André Letourneur.
Régine vchází v oděvu primadony a interview začíná. André se představuje jako její obdivovatel od doby, kdy studoval na konzervatoři zpěv. Ale stáčí řeč nepřímo hned na Réginin věk a na Eleonoru Akvitánskou, což jsou pro Régine citlivá témata (duet Madame Saint Laurent, depuis combien de temps). Marie má pocit, že Madame je velmi bledá a že by měli zasáhnout, ale Philippe jí hněvivě přikazuje, aby se do toho nemíchala. André a Régine mezitím hovoří o premiéře Eleonory, z níž byla vydána nahrávka, která na Andrého hluboce zapůsobila (arioso La première fois que je l'ai entendu). Protože André zná nazpaměť hlavní mužskou roli krále Jindřicha a přinesl s sebou noty, zasedá Régine ke klavíru a začíná hrát úryvky z opery. Nejprve zkouší André Jindřichovu árii (Abandonne, pose ta couronne juste pour un instant), poté začnou spolu zpívat osudový duet (Dans ce jardin fleuri resplendissant). Ale na stejném místě jako před šesti lety selže Régine hlas a zpěvačka klesne vysílena na pohovku. Philippe a Marie se ji snaží křísit, zatímco André je pobaven a fascinován zároveň (kvartet Oh, ma douleur!). Philippe posílá novináře pryč, ale smluví s ním pokračování rozhovoru večer o osmé hodině. Vyprovodí ho ke dveřím, ale André s po chvíli vrací pro zapomenutou partituru. Réginie k pohlednému mladíkovi toužebně vzhlédne a André k ní přistoupí a políbí ji. Marie je při tom náhodou zahlédne, ale tiše se vytratí.

### 2. dějství
Je podvečer. Marie poklízí a zpívá si píseň o rodné Pikardii, kde se s láskou nežertuje (píseň Dans mon pays de Picardie). Snaží se Philippovi vysvětlit, že by novinář už neměl přijít, že Madame podlehla jeho kouzlu a to povede jen k neštěstí, ale Philippe ji odbývá.
Régie zatím cvičí svůj hlas na vokalízách. Nebezpečný tón z dueta dokáže bez potíží zazpívat samostatně, ale když se pokouší zazpívat celou frázi, hlas se jí na tom místě vždy zlomí. Vzpomíná na své mládí, kdy se jako konzervatoristka nezalekla žádné role, žádné obtížnosti, ale teď jako by ji hudba opustila (árie Quand j'étais jeune étudiante au conservatoire). Rozhodne se, že si pustí nahrávku z premiéry Eleonory – dosud ji nikdy neslyšela, přestože se tato deska stala nesmírně slavnou.
Scéna se mění: na jevišti se objeví o šest let mladší Régine a její divadelní partner (představuje ho André) v historických kostýmech a celý duet z opery Eleonora Akvitánská se odehraje bez chyby včetně inkriminovaného duetu (Dans ce jardin fleuri resplendissant).
Skutečná Régine je nahrávkou zdrcena. Dlouho přemýšlí (instrumentální mezihra „Meditace“) a pak se rozhodne: všechny smlouvy je třeba zrušit, již nikdy nebude Eleonoru zpívat. Philippe se ji snaží přesvědčit k opaku, pak se ale rozzuří. Celou dobu jí sloužil a staral se, aby se mohla vrátit ke zpěvu, a teď se má podřídit jejímu hloupému rozmaru? Rozhoduje se ji opustit a metá Régine do tváře výčitky a urážky (monolog Toutes ces années passées à ton service). Na odchodu vpouští dovnitř Andrého.
André se přišel jen omluvit – prý zapomněl, že slíbil dnešní večer své snoubence Sophii, kterou Régine ukazuje. Régine se cítí ponížena, Marie s ní soucítí a hněvá se na Andrého. Novinář se s pěvkyní loučí a prosí ji ještě, aby mu podepsala gramofonovou desku s Eleonorou. Régine ji podepíše a podává zpět se senzační zprávou pro tisk: oznamuje Andrému konec své kariéry a tento podpis je její poslední akt jako umělkyně (árie Prenez-le donc, gardez-le bien). Ale pak se rozmyslí: ne André, tuto čest si zaslouží marie. To jí dává Régine svůj vlastní exemplář nahrávky s posledním podpisem.
Pak oba posílá pryč. Z balkónu poté sleduje ohňostroj ke 14. červenci: je to pro ni symbol života, kterého je třeba užívat co nejvíce po tu krátkou dobu, kterou trvá (árie Les feux d'artifice t'appellent).

## Diskografie
- 2015 (CD 2015 Deutsche Grammophon). Zpívají: (Régine) Janis Kelly, (Marie) Kathryn Guthrie, (André) Antonio Figuerda, (Philippe) Richard Morrison. BBC Symphony Orchestra řídí Jayce Ogren.